# Lex Pompeia de provinciis
Lex Pompeia de provinciis foi uma lei promulgada no final da República Romana que determinava o tempo mínimo que deveria durar entre um romano deixar o cargo de pretor ou cônsul e poder exercer o mesmo cargo (ou seja, propretor e procônsul) em uma província.
A motivação para esta lei foi para evitar que ex-pretores e ex-cônsules, sem ter uma posição de poder logo após terem exercido estes cargos, deixassem de ter ambição por cargos.
Inicialmente, a lei foi proposta como um senatus consultum, em 53 a.C., logo após Pompeu ter recusado o cargo de ditador e nomeado os cônsules do ano.
Pela lei, nenhum ex-pretor ou ex-cônsul poderia exercer um comando fora de Roma até que houvessem passado cinco anos.
No ano seguinte (52 a.C.), em que Pompeu foi cônsul junto de seu sogro, Quinto Cecílio Metelo Pio Cipião, Pompeu aprovou duas leis: a primeira, que quem postulasse a algum cargo deveria se apresentar pessoalmente diante da assembleia, de modo que quem estivesse fora da cidade não poderia ser eleito, uma lei que caiu em desuso, e a segunda, a confirmação do decreto do ano anterior, estabelecendo cinco anos entre o fim de um cargo em Roma e o início deste cargo em uma província.
Apesar disto, logo após Pompeu tomou a província de Hispânia para si por mais cinco anos, e deu a Júlio César, que estava fora, o direito de postular ao consulado, mesmo estando ausente.